# 크리스 스테이플턴
크리스 스테이플턴(Chris Stapleton, 1978년 4월 15일 ~ )은 미국의 컨트리, 블루그래스 가수이다.